# ریسویل (آیووا)
ریسویل (به انگلیسی: Riceville) شهری در ایالت آیووا کشور ایالات متحده آمریکا است که جمعیت آن در سرشماری سال ۲۰۱۰ میلادی، ۷۸۵ نفر بوده‌است.